# Brachylagus
Brachylagus este un gen de lagomorfe care conține cel mai mic iepure în viață, iepurele pitic (Brachylagus idahoensis). Este cunoscută și o specie extinctă, Brachylagus coloradoensis.